# Theodore Freeman
Pour les articles homonymes, voir Freeman.
Theodore Cordy Freeman est un aspirant-astronaute américain né le 18 février 1930 et décédé le 31 octobre 1964.

## Biographie
Sélectionné en octobre 1963 par la NASA dans le 3e groupe d'astronautes, il décède tragiquement un an plus tard aux commandes de son T-38.

## Vols réalisés
Son décès intervient avant même qu'il soit nommé dans un équipage de réserve, et il ne vola jamais à bord d'un vaisseau spatial.

## Hommages
Son nom figure sur la plaque accompagnant la sculpture Fallen Astronaut déposée sur la Lune le 1er août 1971 par l'équipage d'Apollo 15.